# Dia auf Film
Dia auf Film, kurz auch: DaF, ist ein gefilmtes Standdia, das in der Kinowerbung verwendet wird.

## Beschreibung
Dias sind seit langer Zeit ein gebräuchliches Werbemedium im Kino, besonders von lokalen, kleinen Anbietern genutzt, da preislich sehr günstig. Immer weniger der modernen Kinos besitzen aber einen Kleinbildprojektor, deshalb werden Bild und Ton auf einen 35-mm-Film kopiert und können so mit den normalen Filmprojektoren vorgeführt werden. Die Berechnung erfolgt analog den herkömmlichen Dias.